# Kiseli krastavac
Kiseli krastavac obično je mali ili minijaturni krastavac koji je ukiseljen u salamuri, octu ili nekoj drugoj otopini i ostavljen da fermentira. Postupak otopinu ili ukiseljavanjem laktofermentacijom.
Često se tvrdi da su kiseli krastavci prvi put razvijeni za radnike koji su gradili Kineski zid, iako druga pretpostavka kaže da su se prvi put proizvodili već 2030. godine prije Krista u dolini Tigrisa u Mezopotamiji, koristeći krastavce donesene izvorno iz Indije.